# كيفن هاغن
كيفن هاغن (بالإنجليزية: Kevin Hagen)‏ هو لاعب كرة قاعدة أمريكي، ولد في 8 مارس 1960 في رينتون في الولايات المتحدة.